# Harrison (Tennessee)
Harrison es un lugar designado por el censo ubicado en el condado de Hamilton en el estado estadounidense de Tennessee. En el Censo de 2020 tenía una población de 7902 habitantes y una densidad poblacional de 360,77 personas por km².

## Geografía
Harrison se encuentra ubicado en las coordenadas 35°7′37″N 85°8′47″O / 35.12694, -85.14639. Según la Oficina del Censo de los Estados Unidos, Harrison tiene una superficie total de 23.25 km², de la cual 18.47 km² corresponden a tierra firme y (20.56%) 4.78 km² es agua.

## Demografía
Según el censo de 2020, había 7902 personas residiendo en Harrison. La densidad de población en 2010 era de 334,15 hab./km². De los 7902 habitantes en 2020, Harrison estaba compuesto por el 73.8% blancos, el 23.9% eran afroamericanos, el 0.3% eran amerindios, el 1.6% eran asiáticos, el 0.0% eran isleños del Pacífico, y el 0.2% pertenecían a dos o más razas. Del total de la población el 0.5% eran hispanos o latinos de cualquier raza.